# Chosŏn inmin'gun
L'Armata del Popolo Coreano (조선인민군?, 朝鮮人民軍?, Chosŏn inmin'gun) rappresenta l'insieme delle forze armate della Corea del Nord. Il comandante supremo è Kim Jong-un, che presiede la Commissione di difesa nazionale. Le forze armate nordcoreane hanno cinque branche principali: esercito, marina, aviazione, Forze Missilistiche e Forze speciali, a cui si aggiunge l'organizzazione paramilitare della guardia rossa dei lavoratori e dei contadini.
Al 2010 erano ritenute le quinte forze armate più numerose del mondo, con un numero di effettivi che si aggirava intorno a 1.106.000 unità. In dettaglio, al 2001 si trattava del Paese più militarizzato in assoluto, con il 20% degli uomini di età compresa tra i 17 ed i 54 anni inquadrati nelle forze armate regolari. Inoltre, la guardia rossa dei lavoratori e dei contadini di riserva conterebbe tra i 3,5 ed i 4,7 milioni di uomini. La Corea del Nord dispone anche di armamenti atomici: alla fine del 2012 l'arsenale nucleare nordcoreano era stimato in meno di dieci testate disponibili.
All'interno della Nord Corea, le forze armate hanno un'importanza vitale, secondo la dottrina esplicitata nel Sŏn'gun (l'equivalente del Military First). Questa implica, in sostanza, che le forze armate non solo hanno la precedenza nell'allocazione delle risorse disponibili, ma anche che sono in grado di dettare la politica interna ed estera.
L'esercito nordcoreano si fronteggia con quello statunitense e sudcoreano lungo la zona demilitarizzata coreana dal 1953, anno del cessate il fuoco della guerra di Corea.

## Storia
La storia dell'Armata del popolo coreano inizia, in pratica, con l'Armata Volontaria Coreana, costituita a Yenan, in Cina, nel 1939. I due responsabili dell'esercito, all'epoca, erano Kim Tu-bong e Mu Chong. Nello stesso periodo, sempre a Yenan, venne fondata una scuola per la preparazione dei futuri leader politici e militari, che sarebbero stati necessari per una Corea indipendente. Nel 1945, questa armata volontaria aveva approssimativamente 1.000 uomini, in gran parte coreani disertori dell'esercito imperiale giapponese. In questo periodo, i coreani combatterono al fianco delle forze comuniste cinesi, da cui ricevettero armi e munizioni. Dopo la sconfitta nipponica, l'armata volontaria seguì le truppe cinesi in Manciuria, in modo da reclutare la popolazione coreana lì residente ed entrare in Corea. Nel settembre 1945, alla fine della seconda guerra mondiale, l'armata era forte di 2.500 soldati.
Appena dopo la fine del conflitto e durante l'occupazione sovietica della parte di Corea sopra il 38º parallelo, il quartier generale della 25ª Armata Sovietica (a Pyongyang) ordinò che tutti i gruppi di resistenza in armi presenti nella penisola avrebbero dovuto sciogliersi entro il 12 ottobre 1945. Circa 2.000 coreani, con precedente esperienza nelle forze armate sovietiche, furono inviati in varie località in modo da organizzare un corpo di polizia. Tale corpo fu creato il 21 ottobre, con il benestare del comando sovietico.
Contemporaneamente, piuttosto sentita era la necessità di creare un'unità separata che garantisse la sicurezza delle linee ferroviarie. La creazione di tale unità venne annunciata l'11 gennaio 1946, e fu attivata il 25 agosto dello stesso anno, con lo scopo di supervisionare l'operato delle forze di sicurezza esistenti e sovrintendere alla creazione di un esercito nazionale.
La prima scuola politico-militare in Nord Corea fu l'Accademia Militare di Pyongyang (divenuta la Scuola ufficiali n. 2 dell'Armata del popolo coreano nel gennaio 1949), fondata nell'ottobre 1945 sotto la guida sovietica per addestrare guardie del popolo o unità di pubblica sicurezza. Questa venne posta sotto la guida di Kim Chaek, un alleato di Kim Il-sung. Nel 1946, i graduati usciti dalla scuola iniziarono ad entrare nei corpi di sicurezza. In dettaglio, si trattava di unità armate alla leggera, che includevano seguaci di Kim Il-sung e veterani che avevano militato in Cina. Contemporaneamente, l'Accademia centrale del Corpo di polizia (diventata Accademia militare dell'Armata del popolo coreano nel dicembre 1948) provvedeva a fornire l'educazione militare e politica necessaria ai futuri quadri della forza armata.
Dopo che furono costituite ed organizzate le strutture per l'addestramento delle reclute, i corpi di sicurezza esistenti furono riorganizzati all'interno del quartier generale dell'Armata del popolo coreano: tutte le unità prima presenti divennero quindi regolarmente inquadrate nell'esercito, ed equipaggiate con materiale sovietico.
Il Dipartimento per la Sicurezza dello Stato, il precursore del Ministero della Difesa, venne creato come parte del Comitato del Popolo ad Interim, il 4 febbraio 1948, con la costituzione formale dell'esercito che fu annunciata quattro giorni dopo. Il 9 settembre venne proclamata la nascita della Repubblica Democratica Popolare di Corea. In aggiunta, fu istituito un Ministero delle forze armate del Popolo, al quale fu affidato il controllo di un battaglione centrale di guardie, due divisioni ed una brigata autonoma mista.
Dopo lo scoppio della guerra di Corea, Stalin equipaggiò l'esercito nordcoreano con carri armati moderni, veicoli, artiglieria ed armamenti leggeri (all'epoca, l'esercito sudcoreano era fortemente inferiore come uomini e dotazioni). L'esercito del nord, comunque, fu il principale istigatore della guerra, che in Nord Corea è chiamata "Guerra di Liberazione della Patria".
Nelle prime fasi del conflitto, nel 1950, le truppe comuniste sconfissero facilmente quelle del sud, conquistando Seul. Tuttavia, dopo essere stati duramente sconfitti dagli Stati Uniti nella battaglia di Incheon (in cui persero 70.000 uomini su un totale di 100.000), dovettero ritirarsi fino al fiume Yalu. Successivamente, i nordcoreani giocarono un ruolo minore nel conflitto. Al tempo dell'armistizio, nel 1953, l'Armata del popolo coreano aveva avuto 290.000 morti e 90.000 prigionieri.
Nel 1953, venne creata una commissione apposita (Military Armistice Commission, MAC) con lo scopo di supervisionare e rendere operativi i termini dell'accordo. Le attività di questa commissione furono monitorate da delegazioni di Polonia e Cecoslovacchia per la parte comunista, e Svezia e Svizzera per le Nazioni Unite.

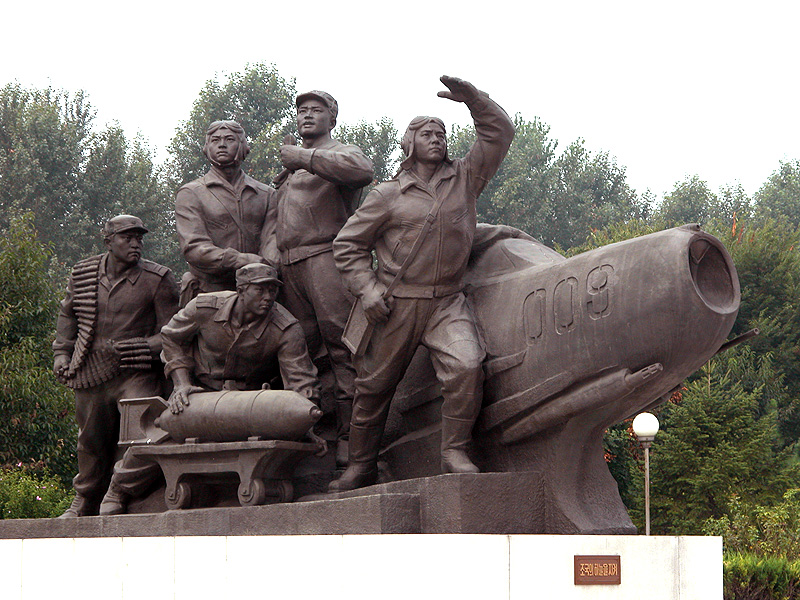
Un monumento a Pyongyang, raffigurante dei piloti nordcoreani accanto ad un caccia MiG

Nei primi anni settanta, seguendo l'esempio di capi militari e teorici sovietici che stavano recuperando delle dottrine degli anni venti e trenta di Svečin, Tuchačevskij, Triandafillov ed altri sulle "operazioni in profondità", gli ufficiali nordcoreani, addestrati secondo metodi sovietici, iniziarono a sviluppare una loro versione, chiamata "Guerra su Due Fronti". Secondo la loro versione, un potente esercito "convenzionale", pesantemente rinforzato con artiglieria, mezzi corazzati e blindati, sfruttando la sorpresa e la velocità, dovrebbero essere in grado di rompere le difese sudcoreane presso la zona demilitarizzata, irrompendo ed occupando successivamente tutta la penisola. Negli anni settanta, ufficiali superiori nordcoreani scrissero nelle riviste ufficiali queste dottrine militari, secondo le quali la natura della guerra moderna sarebbe essenzialmente su tre dimensioni, senza distinzioni tra la prima linea e le retrovie, altamente mobile e fortemente dipendente dalla mobilità e dal grado di meccanizzazione. Questi articoli presagirono un forte incremento della fanteria meccanizzata e dei battaglioni di artiglieria semovente, e complessivamente una grande espansione delle forze di terra nonché una loro totale riorganizzazione e ridistribuzione.

## Comando e controllo
Il comando ed il controllo delle forze armate del Paese è esercitato tramite due strade principali. La prima passa per la Commissione di difesa nazionale, guidata da Kim Jong-un, e dal Ministero delle forze armate del Popolo, con il relativo stato maggiore. Da queste strutture, gli ordini vengono poi trasmessi alle varie unità operative e dipartimenti. La seconda via, invece, serve a garantire il controllo politico, e si estende attraverso il comitato centrale militare del Partito Coreano dei Lavoratori. A partire dal 1990, ci sono state parecchie trasformazioni e cambiamenti, che hanno portato all'attuale struttura. I dettagli sono semplicemente sconosciuti al mondo, ma quello che è trapelato indica, nella sostanza, che tali cambiamenti sono il risultato della morte dei vari membri della leadership nordcoreana, inclusi Kim Il-sung (luglio 1994), O Chin-u (febbraio 1995) e Choi Kwang (febbraio 1997).
Gran parte dei cambiamenti è servita ad aumentare il potere e l'importanza della posizione di Kim Jong-il. In occasione della diciottesima sessione del sesto Comitato Centrale del Popolo, tenutasi il 23 maggio 1990, la Commissione di difesa nazionale si è affermata come commissione indipendente, quindi con lo stesso status del Comitato centrale del popolo (e non più subordinato a questo, come prima). In concomitanza con questa, Kim Jong-il è stato nominato primo vicepresidente della Commissione Nazionale di Difesa. L'anno seguente, il 24 dicembre 1991, Kim Jong-il è stato nominato comandante supremo dell'Esercito Popolare Coreano, e quattro mesi dopo (20 aprile 1992) è stato insignito del grado di maresciallo. L'anno successivo, è diventato presidente della Commissione Nazionale di Difesa.
All'interno dell'Armata Popolare, inoltre, tra il dicembre 1991 e dicembre 1995, quasi 800 alti ufficiali (su un totale di circa 1.200) hanno ricevuto promozioni preferenziali: in particolare, tre giorni dopo la nomina di Kim Jong-il a maresciallo, otto generali sono stati nominati al grado di vice maresciallo, e nell'aprile 1997, in occasione dell'85º compleanno di Kim Il-sung, il figlio Kim Jong-il ha promosso 127 generali grado, ed ulteriori 22 l'aprile successivo. Oltre a queste promozioni, molti alti ufficiali hanno ricevuto incarichi influenti nel Partito dei Lavoratori Coreani.

## Forze di terra

### Organizzazione

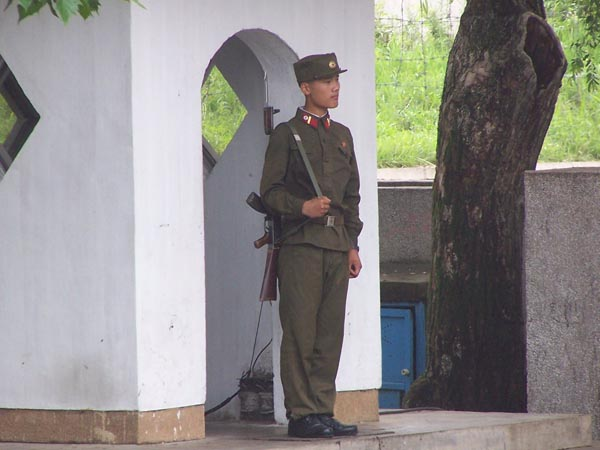
Soldati nordcoreani nel 2005

Le forze di terra dell'Armata del popolo coreano è di gran lunga la maggior componente di tutte le forze armate del Paese asiatico. Nel 2001, l'esercito era composto da circa 1.003.000 soldati, organizzati in 20 corpi d'armata e 176 tra divisioni e brigate. Questa forza è equipaggiata con numerosa artiglieria e veicoli corazzati, e circa il 70% delle unità attive è stanziata sulla zona demilitarizzata al confine tra le due Coree.
Fin da 1986, molte fonti ritenevano che l'esercito fosse equipaggiato con due divisioni corazzate. Tali divisioni scomparvero dall'ordine di battaglia e furono sostituite da corpi corazzati, oltre al fatto che furono raddoppiate le brigate su carri armati. Alla metà degli anni ottanta, l'artiglieria semovente di grosso calibro fu inquadrata in corpi d'armata di artiglieria basati su brigate. Nello stesso periodo, le forze mobili, così ristrutturate, furono stazionate più avanti, a ridosso della zona demilitarizzata. Le aree di operazioni dei singoli corpi furono ridotte, anche se l'organizzazione interna delle unità rimase essenzialmente la stessa. Quindi, lo schieramento delle nuove unità corazzate e meccanizzate dietro al primo scaglione delle forze convenzionali di attacco implica lo sfruttamento di una potente forza che prima del 1980, in pratica, non esisteva.
Nel 1992, l'esercito era composto da sedici corpi di armata, due comandi separati per le forze operative e nove distretti (o regioni) militari, che sono sotto il controllo del Ministero delle forze armate del Popolo. All'epoca, vi erano 145 divisioni e brigate, di cui 120 attive. Nel 1996, le maggiori unità combattenti consistevano in 153 divisioni e brigate, incluse 60 divisioni/brigate di fanteria, 25 di fanteria meccanizzata, 13 brigate carri, 25 delle forze per operazioni speciali e 30 di artiglieria. Di questa armata, dieci corpi e sessanta tra divisioni e brigate sarebbero schierate a sud della linea Pyongyang-Wonsan.

### Dotazioni

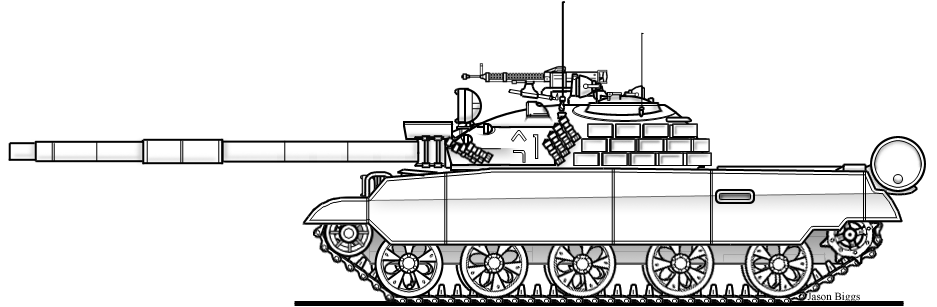
Disegno del carro armato Ch'ŏnma-ho

A partire dalla fine degli anni settanta, dopo che la Corea del Sud ricevette nuovi equipaggiamenti e tecnologie dagli Stati Uniti, l'armata nordcoreana iniziò a riorganizzare in modo esteso le sue forze di terra. La prima misura fu quella di produrre una versione modificata del cannone da 115 mm per il carro armato T-62. In generale, comunque, le notizie dell'evoluzione degli armamenti nordcoreani provengono essenzialmente dall'osservazione dei mezzi impiegati in occasione delle parate: in gran parte, si tratta di modifiche locali di progetti sovietici e cinesi, che vengono poi prodotti dall'industria nazionale.
Negli anni ottanta, nell'ambito della riorganizzazione e dell'ampliamento delle forze mobili, c'è stato un afflusso costante di nuovi mezzi (veicoli, carri armati, APC e cannoni semoventi). Le forze di terra difficilmente ritirano dal servizio i mezzi più vecchi: solitamente, infatti, questi vengono mantenuti operativi, affiancati ai modelli più recenti. Comunque, l'esercito resta essenzialmente una grande forza di fanteria, anche se il programma di ammodernamento ha migliorato in modo significativo la potenza di fuoco e la mobilità delle truppe. In particolare, tra il 1980 ed il 1992, l'esercito nordcoreano ha riorganizzato, riequipaggiato e rischierato in posizioni avanzate la maggior parte delle sue forze di terra. Inoltre, una grande enfasi è stata posta sullo sviluppo delle forze speciali, al momento le più numerose del mondo.

## Marina
La Forza navale della Corea del Nord è una flotta costiera, che opera prevalentemente entro i 50 chilometri dalla zona di esclusione. Si tratta della branca delle forze armate con il livello di priorità inferiore, e gran parte del suo equipaggiamento è obsoleto. Nel 2007, risultavano in servizio 46.000 uomini e 704 unità navali di ogni tipo e dimensione (in gran parte unità costiere).
La marina nordcoreana è organizzata in due flotte, che non sono in grado né di appoggiarsi l'una con l'altra, né di condurre operazioni in comune. La Flotta Orientale (la più numerosa) ha il suo quartier generale a T'oejo-dong, e quella occidentale a Nampho. Numerose unità per la costruzione, la manutenzione e l'addestramento dei reparti, così come il battaglione navale aereo, fanno capo direttamente al Quartier Generale della Marina a Pyongyang.

## Aviazione

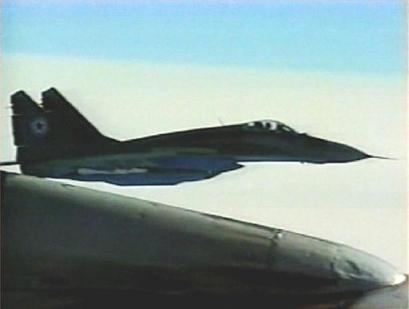
Un MiG-29 nordcoreano nel 2003

La Forza aerea della Repubblica Democratica Popolare di Corea, localmente nota come Chosŏn Inmin Kun Konggun, è primariamente una forza di difesa aerea, con limitate capacità offensive. I criteri di selezione per l'accesso nell'aviazione sono molto più alti rispetto alle forze di terra o navali: il risultato ha portato ad una forza che è decisamente superiore alla media nazionale nel livello di istruzione, competenza tecnica, affidabilità politica e convinzione ideologica. Tuttavia, nonostante abbia una priorità più alta rispetto ad esercito e marina, questa arma è poco addestrata e sottoequipaggiata, in gran parte a causa della mancanza di parti di ricambio, specialisti ed attrezzature, oltre che al costante rischio di diserzione dei piloti. Basti pensare che la maggior parte dei piloti ha solo 7 ore di volo all'anno, contro un pilota della NATO che raggiunge le 150. Nel 2007, aveva in organico 110.000 uomini e 1.600-1.700 velivoli. Con la forza aerea opera una vasta rete di radar e missili ed artiglieria contraerea. Gran parte delle dotazioni, comunque, sono obsolete.
Dal punto di vista organizzativo, l'aviazione nordcoreana è suddivisa in sei divisioni aeree, delle quali quattro con compiti di difesa aerea e due di trasporto.
- 1ª Divisione aerea: difesa del nord-ovest del Paese;
- 2ª Divisione aerea: difesa della parte ad est;
- 3ª Divisione aerea: difesa della zona sud;
- 5ª e 6ª Divisione aerea: operazioni di trasporto;
- 8ª Divisione aerea: difesa del nord-est ed addestramento.

A queste occorre anche aggiungere l'Air Koryo, la compagnia aerea di bandiera della Corea del Nord. Questa è sotto il controllo dell'aviazione militare tramite il Dipartimento dell'aviazione civile.
L'aviazione nordcoreana opera da 89 basi, incluse 18 piste semipreparate e 20 eliporti. Buona parte di queste basi possiedono dei ricoveri corazzati sotterranei, in modo da poter resistere agli attacchi. Inoltre, le principali hanno delle piste di decollo sotterranee, che mettono in grado gli aerei di partire in sicurezza.

## Forze missilistiche
Le Forze Missilistiche Strategiche dell'Armata Popolare Coreana principalmente sono equipaggiate con missili balistici derivati dagli SS-1 Scud, sviluppati e costruiti localmente, di gittata e precisione variabile. Tra questi, gli Hwasong-5 e gli Hwasong-6 sono con rampa mobile, mentre i Rodong-2 ed i Taepodong-1 richiedono delle rampe di lancio. Attualmente, il Paese comunista sta sviluppando un missile balistico intercontinentale, il Taepodong-2, che è stato lanciato per la prima volta senza successo nel 2006. Un secondo test è stato effettuato il 5 aprile 2009, ed ha sorvolato il Giappone. Stando a fonti nordcoreane, questo sarebbe riuscito ad immettere un satellite artificiale in orbita. Tuttavia, le autorità statunitensi e giapponesi hanno negato questo fatto, sostenendo invece che il missile è caduto nell'oceano Pacifico con il suo carico. La gittata di questo sistema d'arma, comunque, è stimato essere di almeno 6.700 km. Comunque, i missili correntemente in servizio hanno un raggio utile sui 2.000 km. Il numero esatto dei sistemi operativi è sconosciuto, ma sono generalmente accettate cifre di 600 Hwasong-6 e 200 Rodong-1 operativi. I maggiori poligoni di lancio del Paese sono Musudan-ri sulla costa est, e Pongdong-ri, attualmente in costruzione. Comunque, altre basi più piccole sono sparse per tutto il territorio.

## Forze Speciali
Le forze speciali dell'esercito popolare coreano hanno una dimensione totale delle truppe di 200.000. Dopo la Guerra di Corea (Corea del Nord: la guerra di liberazione coreana), ha continuato a svolgere un ruolo di concentrazione nell'infiltrazione di truppe nel territorio della Repubblica della Corea del Sud e nella conduzione di sabotaggi.

## Guardia rossa dei lavoratori e dei contadini
La Guardia rossa dei lavoratori e dei contadini è la più grande organizzazione di difesa civile della Corea del Nord, con una forza di circa 3,5 milioni di uomini. La milizia è organizzata a livello di provincia/città/villaggio, ed è strutturata su brigate, battaglioni, compagnie e plotoni. L'equipaggiamento è costituito da armi leggere da fanteria, con cannoni antiaerei e mortai, anche se alcune unità sarebbero disarmate. Questa organizzazione non dipende dalla Commissione nazionale di difesa, ma è sotto il controllo del Partito dei Lavoratori di Corea, tramite il Dipartimento della difesa civile.